# 周榮富
周榮富（1909年2月1日—2002年10月26日），臺灣知名慈善家，臺北新莊（今新北市新莊區）人，曾任第一銀行監察人。生於臺灣日治時期明治四十二年（1909年）2月1日（農曆正月初九日），卒於2002年10月26日，享壽九十有四。新北市新莊區榮富國小即得於其名。育有五子二女，都在海外留學、創業。

## 簡介
因家貧，十一歲方就讀新莊第一公學校（今新莊國小），並且半工半讀，兼售早餐，導致上學時常遲到，遭其導師徐耀棠責罰。後徐老師得知實情，愴然淚下，立即發動全校教員購買周榮富之早餐，又請校長朝會時公開表揚。
後考取成淵中學，畢業後，考入臺北商工銀行（後改第一商業銀行）當練習生，因業績卓著，升至職員，爾後又任儲蓄部經理，歷經臺北、臺中、屏東、花蓮等各分行，任內無呆帳，受「一銀模範人員」之表揚，最後成為第一銀行監察人。事業有成，於是周榮富購置股票、物業， 因經營得法，而成巨富。
周榮富篤信道教與佛教禪宗、淨土宗，精研《金剛經》、《法華經》、《華嚴經》與《淨土五經》，也研究過中藥，常常布施中藥給貧民。
熱心慈善，曾捐款興建新莊國小操場、又捐建「孫鳳堂」活動中心，以顯慈母「孫鳳」。捐建新莊國中大禮堂「金水堂」以彰嚴父「周金水」。1984年捐新臺幣1000萬元創設「財團法人臺中縣私立榮富慈益基金會」，1988年捐獻1100萬元給新莊地藏庵興建「大眾圖書館」，又捐款新台幣5000萬元給臺北縣政府以在新莊中和街興建小學，縣府遂命名為「榮富國小」，以示紀念。另對新莊關帝廟、法鼓山、佛教臺中蓮社、慈光圖書館、慈光育幼院、菩提救濟院、明倫廣播社、明倫月刊社、國學啟蒙班、榮富助念團以及臺中論語講習班等機關、公益團體都有捐助。